# Obice da 75/18
Гаубица 75/18 (итал. Obice da 75/18 modello 34 / modello 35) — итальянское артиллерийское орудие, использовавшееся во время Второй мировой войны. Выпускалось в двух модификациях: горное орудие (modello 34) и полевая гаубица (modello 35).

## История и оценка проекта
Итальянская 75-мм дивизионная пушка-гаубица Obice da 75/18, изначально создававшаяся как горное орудие, по начальной скорости, дальнобойности и бронепробиваемости значительно уступала любым дивизионным пушкам того же калибра, состоявшим на вооружении ведущих держав того же периода. Полноценным дивизионным гаубицам или пушкам-гаубицам она значительно уступала по калибру.
.
В то же время, по сравнению с полковыми орудиями она была заметно тяжелее, что затрудняло её перемещение, но и несколько мощнее, что ставит её в промежуточное положение между этими классами.
Эпизодическое использование горных орудий в качестве полевых наблюдалось и в других странах — участницах Второй мировой войны. В Японии устаревшая 75-мм горная пушка Тип 41 (обр. 1908 г.) массово использовалась как полевое орудие, но в качестве полковой пушки, а не дивизионной.
Прямое сравнение Obice da 75/18 с полковыми орудиями, иногда приводимое для создания благоприятного впечатления об этом орудии, заведомо некорректно ещё и потому, что полковые орудия используют уменьшенный заряд пороха. Фактически же вооружение Италии на время Второй мировой войны в большинстве категорий было катастрофически отсталым, и дивизионная артиллерия в том числе.
Однако при сравнительно коротком стволе орудие имело достаточно высокую бронепробиваемость, а сравнительно небольшие размер и вес обеспечили довольно успешное применение этого орудия в самоходно-артиллерийских установках.
| Расстояние (м) | бронепробиваемость (мм) | угол |
| 1000           | 45                      | 45   |
| 1000           | 35                      | 60   |
| 500            | 90                      | 40   |
| 500            | 60                      | 30   |

## Аналоги пушки
| Характеристика                        | 76-мм горная пушка образца 1938 года      | 76-мм дивизионная пушка ЗИС-3             | Geb. G. 36          | Le. F. H. 18               | I.G.42              | Obice da 75/18                 | Тип 94 (горная пушка) |
| ------------------------------------- | ----------------------------------------- | ----------------------------------------- | ------------------- | -------------------------- | ------------------- | ------------------------------ | --------------------- |
| Страна                                | Союз Советских Социалистических Республик | Союз Советских Социалистических Республик | Нацистская Германия | Нацистская Германия        | Нацистская Германия | Королевство Италия (1861—1946) | Япония                |
| Назначение и тип                      | горная пушка                              | дивизионная пушка                         | горная пушка        | дивизионная легкая гаубица | полковое орудие     | дивизионная пушка-гаубица      | горная пушка          |
| Калибр, мм/длина ствола, клб.         | 76,2/21,4                                 | 76,2/40                                   | 75/19,3             | 105/24.9                   | 75/21               | 75/18                          | 75/20,8               |
| Масса в боевом положении, кг          | 785                                       | 1200                                      | 750                 | 1985                       | 595                 | 1050                           | 536                   |
| Максимальная дальность огня, м        | 10700                                     | 13300                                     | 9150                | 10700                      | 5150                | 9564                           | 8300                  |
| Максимальный угол ВН, град.           | 70                                        | 37                                        | 70                  | 40                         | 32                  | 45                             | 45                    |
| Максимальный угол ГН, град.           | 10                                        | 54                                        | 40                  | 56                         | 78                  | 50                             | 45                    |
| Масса осколочно-фугасного снаряда, кг | 6,2                                       | 6,2                                       | 5,8                 | 14,0                       | 6,0                 | 6,4                            | 6,3                   |